# 2989 Imago
2989 Imago (1976 UF1) là một tiểu hành tinh vành đai chính được phát hiện ngày 22 tháng 10 năm 1976 bởi Wild, P. ở Zimmerwald.